# 大熊氏廣
大熊 氏廣（おおくま うじひろ、1856年7月14日（安政3年6月13日） - 1934年（昭和9年）3月20日）は日本の彫刻家。日本初の西洋式銅像とされる靖国神社の大村益次郎像で知られる。

## 概要
鳩ヶ谷宿近くの武蔵国足立郡中居村八幡木（現埼玉県川口市八幡木）で農家の次男として生まれた。兄・徳太郎は後に篤農家として知られた人物である。
幼少時から絵が得意で、後に洋画を学んだ。1876年（明治9年）に開校した工部美術学校の彫刻科に入学し、イタリア人教師ラグーザのもとで学んだ。1882年に首席で卒業し、翌年、有栖川宮邸（J.コンドル設計）の建築彫刻を担当、1884年に工部省に入り、皇居（明治宮殿）造営などに関わった。
1885年、大村益次郎像の制作を依頼された。1890年、工部省の廃止により内務省に移るがまもなく辞職し、岩崎家の援助を受けてヨーロッパに留学。パリ美術学校でアレクサンドル・ファルギエールに学んだ後、ローマ美術学校に入学し、ジュリオ・モンテヴェルデに学んだ。翌年末に帰国。大村像は1893年に完成し、一躍大熊の名を上げることになった。その後も有栖川宮像、小松宮像などの大作を手がけ、文部省展覧会審査員などを務めた。
1934年、肺炎で死去。墓所は雑司ヶ谷霊園にある。

## 主な作品
- 大村益次郎像（1893年、靖国神社）
- 瓜生岩子像（1901年、浅草寺）
- 有栖川宮熾仁親王像（1903年、参謀本部前から有栖川宮記念公園に移設）
- 後藤房之助像（雪中行軍遭難記念像）（1906年、青森市八甲田山中）
- ライオン像（1908年、東京国立博物館表慶館前）
- 小松宮彰仁親王像（1912年、上野公園）
- 伊能忠敬像（1919年、佐原市諏訪公園）